# Kateřina Bečková
Kateřina Bečková (* 11. září 1957 Praha) je česká historička, kurátorka, spisovatelka a publicistka, v letech 2000–2021 předsedkyně Klubu Za starou Prahu.

## Život
Narodila se v bubenečské porodnici, po absolvování gymnázia Arabská vystudovala teorii kultury na Filosofické fakultě University Karlovy. Poté nastoupila do Muzea hlavního města Prahy, kde pracuje jako kurátorka sbírky historických fotografií a Langweilova modelu Prahy.
Je členkou Klubu Za starou Prahu, v letech 2000–2021 byla jeho předsedkyní, od června 2021 místopředsedkyní.
Od roku 1990 provozuje nakladatelství Schola ludus Pragensia.

### Ocenění
- 2022 – čestné občanství Prahy 6[5]

## Dílo

### Knižní publikace (výběr)

#### Odborné publikace
- BEČKOVÁ, Kateřina; PŘIKRYLOVÁ, Miroslava; TRNKOVÁ, Petra. Nejstarší fotografie Prahy 1850-1870 = The earliest photographs of Prague 1850-1870. Překlad Lucie Kasíkova. Praha: Muzeum hlavního města Prahy, 2019. 433 s. ISBN 978-80-87828-50-2. (česky a anglicky)
- BEČKOVÁ, Kateřina; VAVŘÍK, Ivan; PREKOP, Rudo. Žižkovské pavlače. 1. vyd. Praha: Městská část Praha 3, 2015. 109 s. ISBN 978-80-905856-2-1.
- BEČKOVÁ, Kateřina; DUDÁK, Vladislav; KARÁSEK, Jan; MLÁZOVSKÝ, Vít; RADOSTA, Robert. Malostranská beseda a její znovuzrození. 1. vyd. Praha: Práh, 2009. 120 s. ISBN 978-80-7252-277-4. Vydáno pro Městskou část Praha 1.
- BEČKOVÁ, Kateřina. Svědectví Langweilova modelu Prahy. Praha: Muzeum hlavního města Prahy, 1996. 252 s. ISBN 80-85394-09-X.
- BEČKOVÁ, Kateřina. Václavské náměstí v běhu staletí: 1830–1930. Praha: Schola ludus - Pragensia, 1993. 252 s. ISBN 80-900668-1-X. Vyšlo též anglicky, francouzsky, italsky a německy.

#### Edice Zmizelá Praha
Tato edice navazuje na stejnojmennou sérii publikací, kterou vydáválo nakladatelství Václava Poláčka v letech 1945–1948 a kterou vydalo v reedici Nakladatelství Paseka v letech 2002–2003.
- BEČKOVÁ, Kateřina. Zbořeno: zaniklé pražské stavby 1990–2020. Praha: Paseka, 2021. 192 s. ISBN 978-80-7637-161-3.
- BEČKOVÁ, Kateřina. Vltava a její břehy 1.díl: Od Františku proti vodě do Braníku. Praha: Paseka, 2015. 218 s. ISBN 978-80-7432-632-5.
- BEČKOVÁ, Kateřina. Továrny a tovární haly: 1. díl. Praha: Paseka, 2011. 192 s. (Zmizelá Praha). ISBN 978-80-7432-122-1.
- BEČKOVÁ, Kateřina. Nádraží a železniční tratě: Zaniklé, proměněné a ohrožené stavby. Praha: Paseka, 2009. 156 s. (Zmizelá Praha). ISBN 978-80-718-5991-8.
- BEČKOVÁ, Kateřina. Nové Město: Zmizelá Praha. Praha: Schola ludus - Pragensia, 1998. 386 s. ISBN 80-900668-9-5.

#### Krásná literatura
- BEČKOVÁ, Kateřina. Příležitostní zoufalci. Praha: Schola ludus - Pragensia, 2019. 177 s. ISBN 978-80-87559-16-1.
- BEČKOVÁ, Kateřina. Falešný Kafka, aneb, Literární vzpoury neviditelných. Praha: Schola ludus - Pragensia, 2018. 107 s. ISBN 978-80-87559-14-7.

### Publicistika
Publikovala a publikuje v časopisech:
- Za starou Prahu: Věstník Klubu Za starou Prahu[6]
- Zprávy památkové péče, kde předsedala redakční radě[7]

#### Blogy
- iDnes.cz[8]
- aktualne.cz[9]

### Kurátorka výstav
- Objektivem fotografa Jovana Dezorta, Praha: Muzeum hlavního města Prahy, 30. říjen 2019 – 26. duben 2020.[10]
- 21. srpen 1968 = 21st august 1968 = 21. August 1968 = Le 21 août 1968 = 21 agoste 1968, Praha: Muzeum hlavního města Prahy, 26. duben – 7. říjen 1990